# Kolodenți, Kameanka-Buzka
Kolodenți (în ucraineană Колоденці) este un sat în comuna Jovtanți din raionul Kameanka-Buzka, regiunea Liov, Ucraina.

## Demografie
Componența lingvistică a localității Kolodenți
     Ucraineană (99,3%)
     Alte limbi (0,7%)
Conform recensământului din 2001, majoritatea populației localității Kolodenți era vorbitoare de ucraineană (99,3%), existând în minoritate și vorbitori de alte limbi.